# Aéroport de Sunchon
L'aéroport de Sunchon (순천비행장) est un aéroport militaire situé à Sunchon, dans le province de Pyongan du Sud, en Corée du Nord. Il se trouve à 45 kilomètres au nord-ouest de Pyongyang, la capitale de la Corée du Nord.

## Installations
La base possède une seule piste en béton orientée 15/33 qui mesure 2 800 mètres. Elle dispose d'une voie de circulation parallèle sur toute la longueur avec deux aires de trafic aux extrémités. Une voie de circulation mène à un éventuel parking avion souterrain. La base accueille le 55e régiment de chasse qui possède des MiG-29 et des Su-25.